# Niżniaja Wierawojsza
Niżniaja Wierawojsza (biał. Ніжняя Веравойша; ros. Нижняя Веравойша, Niżniaja Wierawojsza) – wieś na Białorusi, w obwodzie witebskim, w rejonie orszańskim, w sielsowiecie Zabałaccie, nad rzeką Adrou.
Znajduje się tu przystanek kolejowy Wierawojsza, położony na linii Moskwa – Mińsk – Brześć.